# Елня
Елня (на руски: Ельня) е град в Русия, административен център на Елнински район, Смоленска област. Населението на града към 1 януари 2018 година е 8993 души.